# Giselle Kañevsky
Giselle Andrea Kañevsky (née le 4 août 1985 à Buenos Aires) est une joueuse de hockey sur gazon argentine.

## Carrière
Avec l'équipe d'Argentine de hockey sur gazon féminin, elle est médaillée de bronze aux Jeux olympiques d'été de 2008. Elle remporte aussi la Coupe du monde en 2010.